# Z-Wave

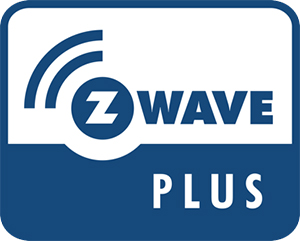
Logo Z-Wave z 2014 roku

Z-Wave – protokół bezprzewodowy służący do połączenia w jedną, zdalnie sterowaną sieć wykorzystywany w systemach inteligentnego zarządzania budynkiem.
Ideą protokołu z-wave jest synchronizacja urządzeń automatyki domowej w topologii mesh, tak zwanej sieci kratowej. Każde urządzenie komunikuje się z centralą inteligentnego zarządzania będąc zarazem przekaźnikiem sygnału dla innych urządzeń. Umożliwia to zbudowanie bezprzewodowej sieci zarządzania budynkiem o cztery razy większym zasięgu niż zasięg połączenia pomiędzy dwoma urządzeniami z-wave. Wyjątkiem są urządzenia zasilane bateryjnie, które ze względu na oszczędność źródła zasilania mają wyłączoną możliwość przekazywania sygnału. System charakteryzuje się cechą, która umożliwia instalację inteligentnego zarządzania budynkiem, nie wymagającą ingerencji w strukturę budynku i instalację elektryczną.

## Historia
Twórcą oraz właścicielem technologii z-wave jest duńska firma Zensys. Protokół zyskał popularność od czasu, kiedy w roku 2005 członkowie firm INTERMATIC, Leviton, Wayne Dalton, Danfoss i Universal Electronics spotkali się, by ustalić wspólną częstotliwość i protokół transmisji danych do sterowania swoich urządzeń. Ustalono, że najlepszym rozwiązaniem będzie protokół z-wave, po czym przystąpili do rozmów z właścicielem firmy Zensys. Tak powstało stowarzyszenie z-wave Alliance, do którego przystępują firmy chcące sterować swoimi urządzeniami za pomocą tego właśnie protokołu. W chwili obecnej (grudzień 2012) do stowarzyszenia z-wave Alliance należy ponad 300 firm produkujących urządzenia automatyki domowej i przemysłowej.

## Specyfikacja techniczna
- Częstotliwość:
  - 865,22 MHz – Indie
  - 868,10 MHz – Malezja
  - 868,42 MHz – Europa, Singapur
  - 869,85 MHz – Europa
  - 890,00 MHz – Rosja
  - 908,42 MHz – Ameryka
  - 919,82 MHz – Chiny
  - 921,42 MHz – Australia, Nowa Zelandia, Brazylia
  - 951–956 MHz – Japonia
- Prędkość transmisji; (kb/s) 9,4; 40-w układach serii 200; 200- w układach serii 400
- Zasięg; do 100 m w warunkach idealnych

## Zastosowanie
1. Sterowanie ogrzewaniem
2. Sterowanie oświetleniem
3. Symulacja obecności
4. Sterowanie oknami
5. Sterowanie roletami, żaluzjami
6. Sterowanie bramą
7. Sterowanie karniszami
8. Systemy alarmowe
9. Powiadamianie pożarowe
10. Ostrzeganie o ulatniającym się gazie
11. Ostrzeganie o zalaniu
12. Sterowanie sprzętem RTV i AGD
13. Sterowanie podlewaniem
14. System sterowania oddymianiem pożarowym
15. Sterowanie wentylacją
16. Monitoring video